# Torrico
Torrico ist eine zentralspanische Gemeinde mit 702 Einwohnern (Stand: 2024) in der Provinz Toledo der Region Kastilien-La Mancha.

## Lage und Klima
Torrico liegt in der Sierra de Gredos im Westen der historischen Landschaft der La Mancha ca. 100 km (Fahrtstrecke) westlich der Stadt Toledo in einer Höhe von ca. 445 m. Der Tajo begrenzt die Gemeinde im Südosten.
Das Klima im Winter ist rau, im Sommer dagegen trocken und warm; der spärliche Regen (ca. 716 mm/Jahr) fällt überwiegend in den Wintermonaten.

## Bevölkerungsentwicklung
| Jahr      | 1900 | 1970 | 1981 | 1991 | 2001 | 2011 | 2021 |
| Einwohner | 1251 | 1420 | 1160 | 1015 | 881  | 892  | 696  |

Die seit den 1950er Jahren zunehmende Mechanisierung der Landwirtschaft und die Aufgabe von bäuerlichen Kleinbetrieben führten auch in der Gemeinde zu einem Kaufkraftschwund und zur Abwanderung eines Teils der Bevölkerung.

## Sehenswürdigkeiten
- Ägidienkirche (Iglesia de San Gil)
- Annenkapelle

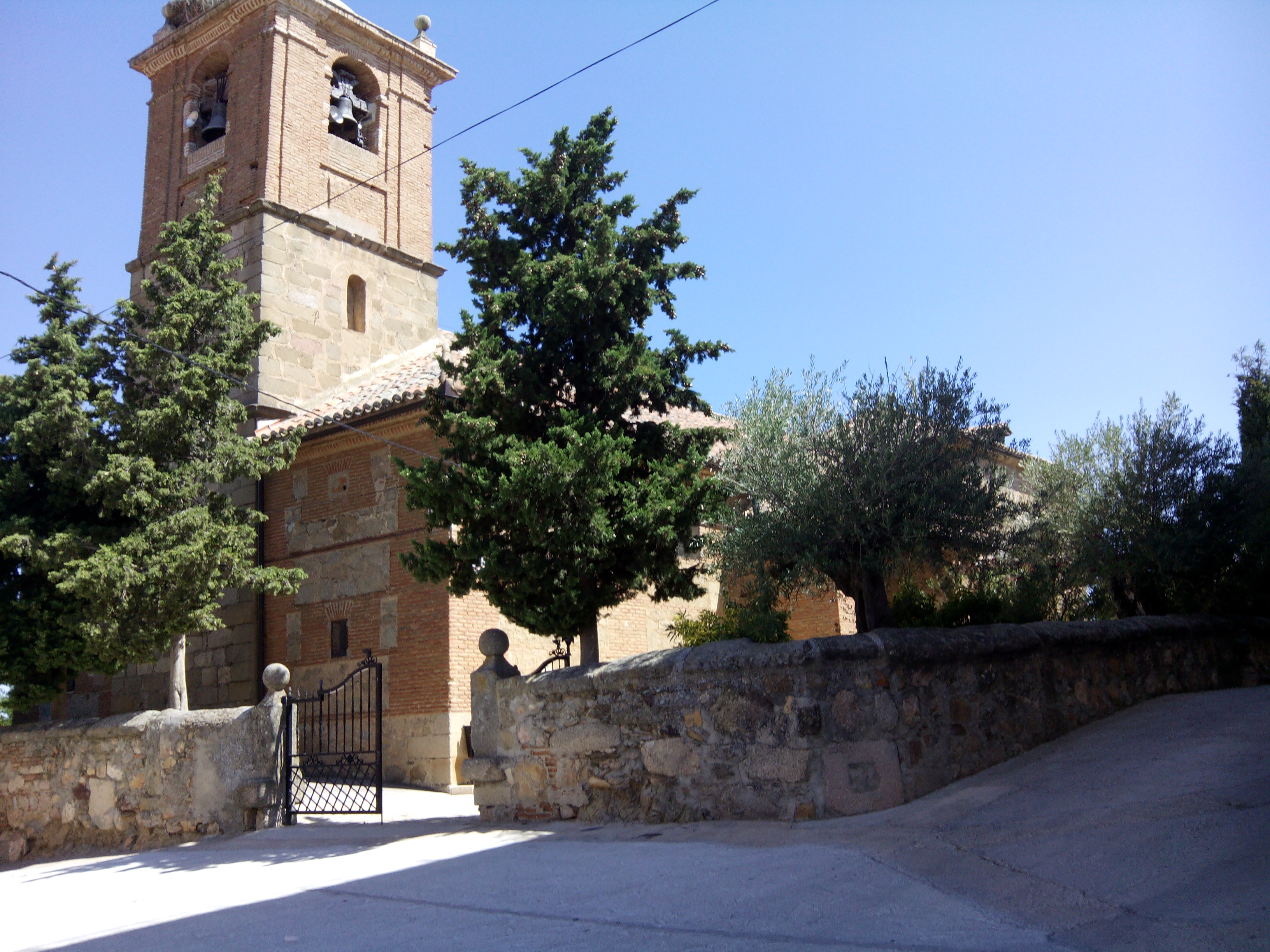
Ägidienkirche
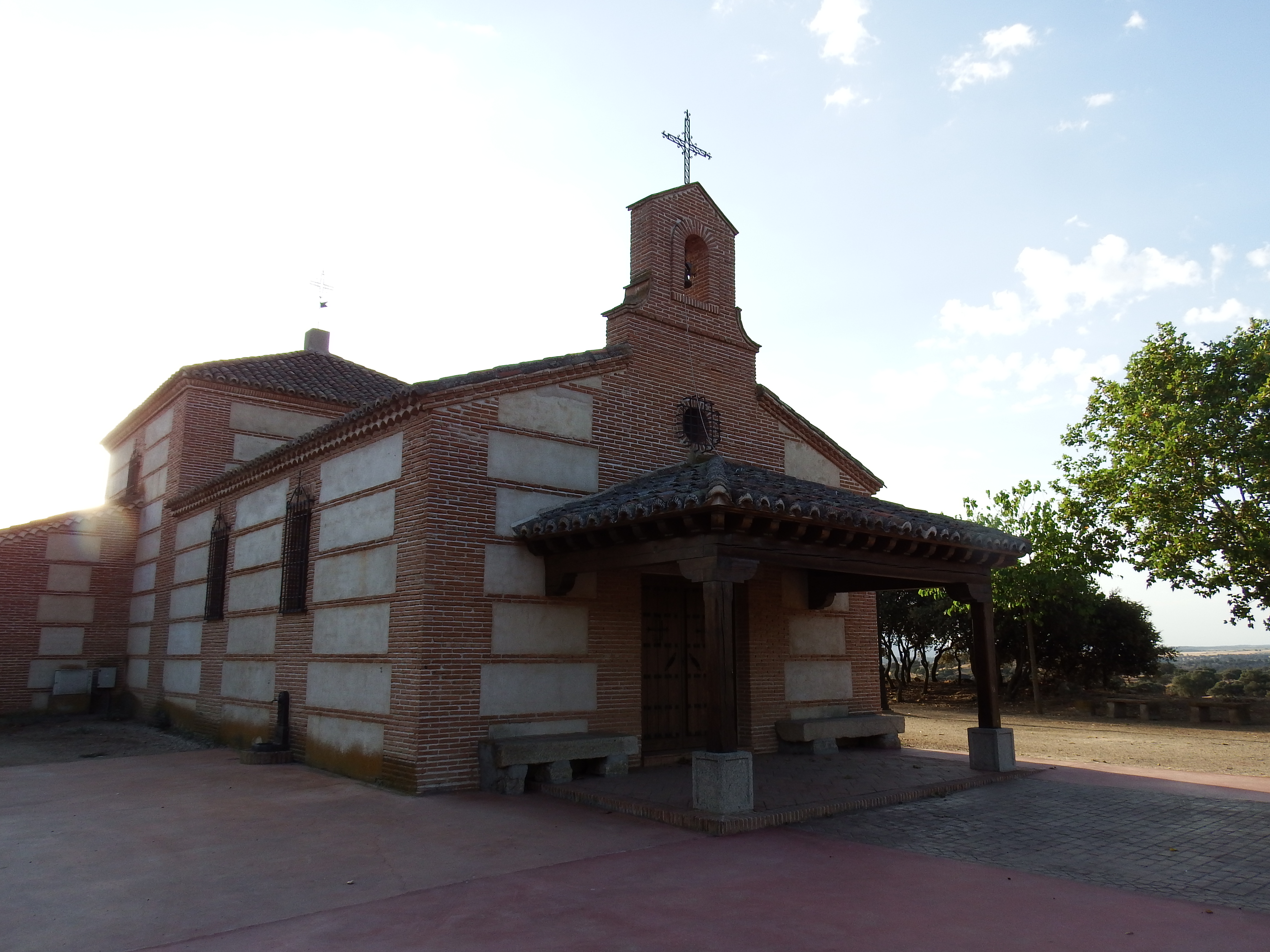
Annenkapelle
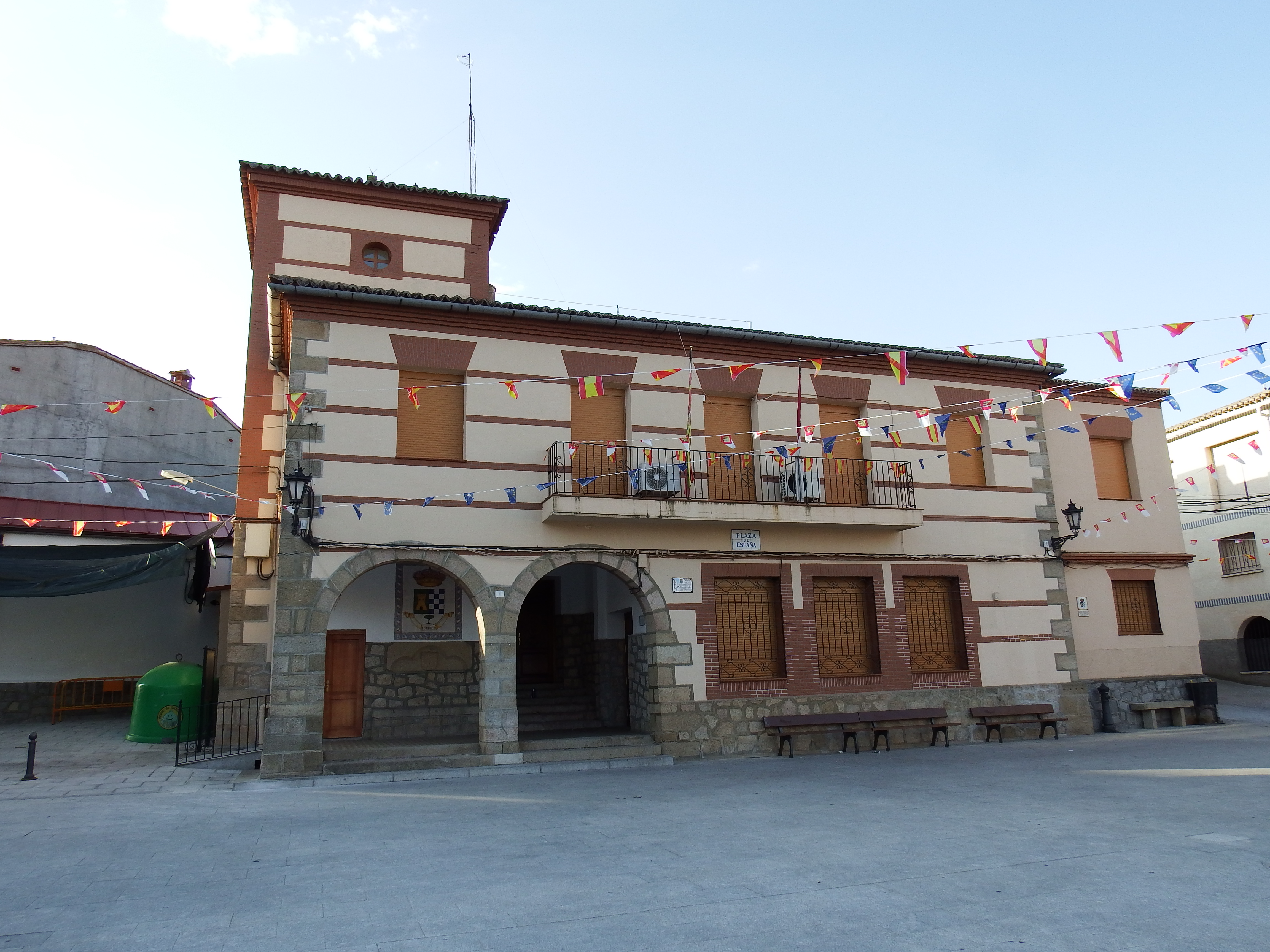
Rathaus